# Boston (Davao Oriental)
Boston é um município de  terceira classe de renda municipal (d) na província Davao Oriental, nas Filipinas. De acordo com o censo de 1 de maio  de  2020 possui uma população de 14 618 pessoas e 3 596 domicílios.